# Daniel Wilson (Prähistoriker)

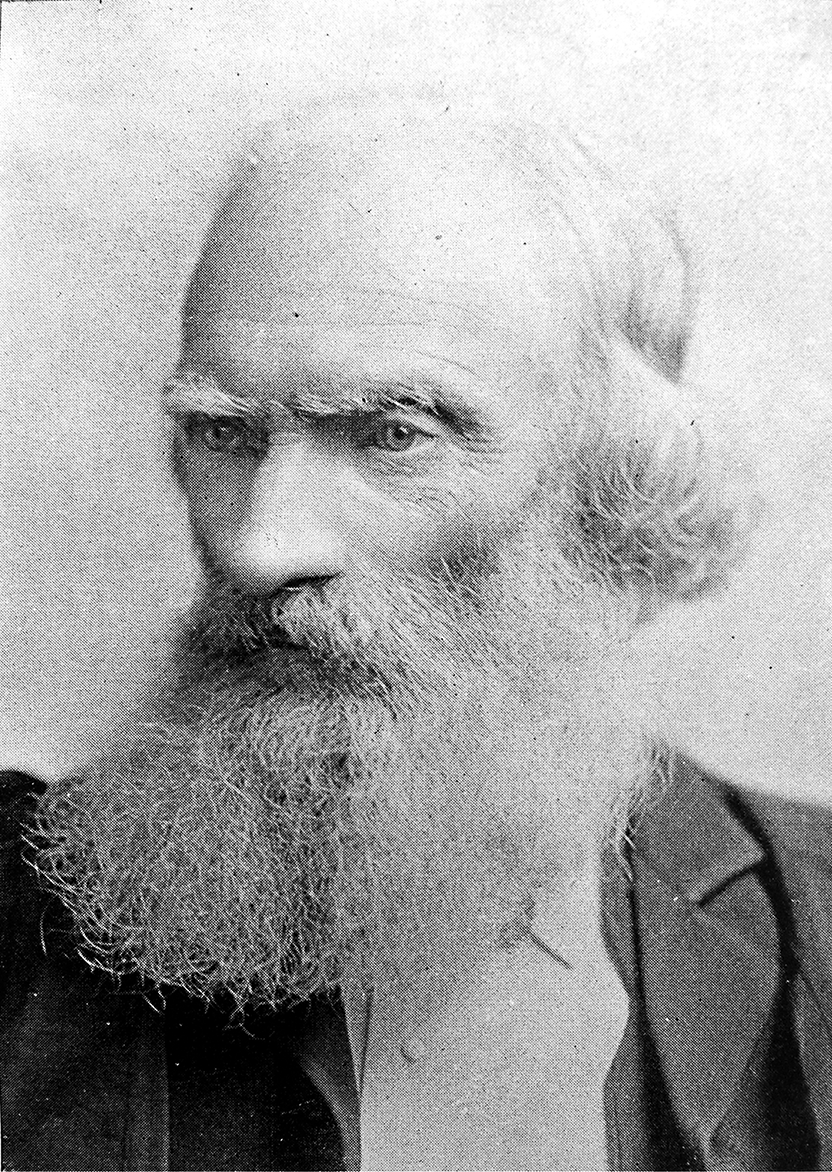
Porträt von 1891

Daniel Wilson (* 5. Januar 1816 in Edinburgh; † 6. August 1892) war ein schottischer Prähistorischer Archäologe, Ethnologe, Autor und 3. Präsident der kanadischen Universität Toronto.

## Leben und Werk

### Schottland und England: Künstler und Prähistoriker (1835–1853)
Daniel Wilson war der Sohn des Weinhändlers Archibald Wilson und der Janet Aitken. Daniel wurde als Baptist erzogen, besuchte die Edinburgh High School, dann ab 1834 die University of Edinburgh, doch zog er es schon im nächsten Jahr vor, als Graveur bei William Miller zu lernen. 1837 ging er nach London, um sich als Illustrator selbstständig zu machen. Dort arbeitete er für den Maler William Turner. Sowohl in London als auch in Edinburgh, wohin er 1842 zurückkehrte, versuchte er als Autor zu leben, indem er Besprechungen verfasste, aber auch populäre Bücher über die Pilgerväter, zu Oliver Cromwell, dazu Artikel für Zeitschriften und Kunstkritiken für den Edinburgh Scotsman. Er hatte am 28. Oktober 1840 Margaret Mackay († 1885) geheiratet, mit der er zwei Töchter hatte.

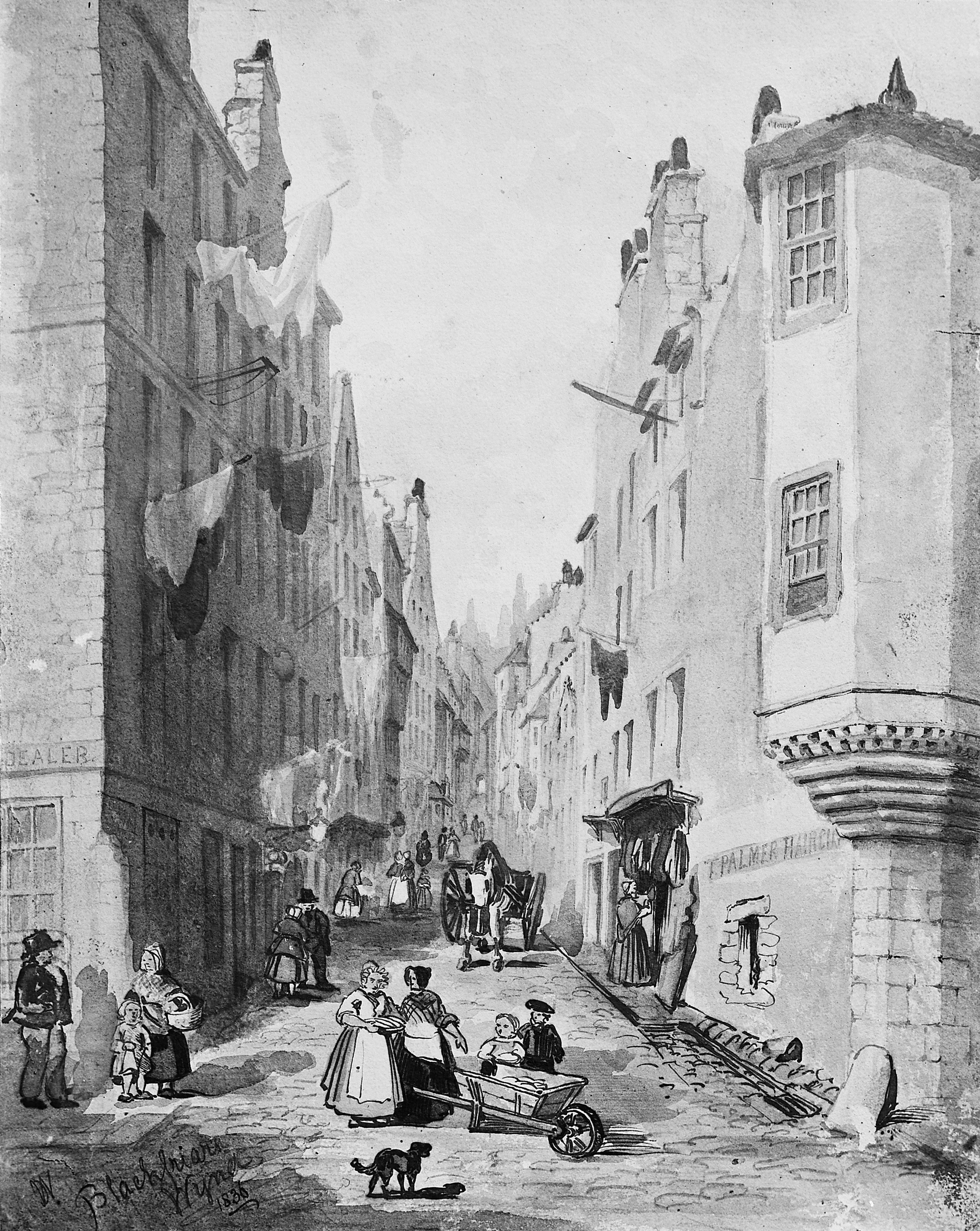
„Blackfriars Wynd 1837“, Illustration aus Memorials of Edinburgh in the Olden Time (1848), Blick vom Cowgate in den Blackfriars Wynd

Wilsons Memorials of Edinburgh in the Olden Time, das zum Teil auf Werken seiner Jugend basierte, vor allem Holzschnitte und Stiche architektonischer Details und Stadtlandschaften, enthielt eine eher unwissenschaftliche Geschichte der Stadt. Sie erschien noch 1875 in dritter Auflage.
Inspiriert von Walter Scott und von den vorbritischen Eigenheiten der schottischen Kultur, stieß er auf bereits archäologische Quellen, wie etwa Knochenfunde. So besuchte er als Ehrensekretär der Society of Antiquaries of Scotland ab 1847 archäologische Fundstätten und korrespondierte mit Sammlern.
1849 stellte er die Besitztümer der Society of Antiquaries in einem Kompendium zusammen, wofür das Museum ihm die Abfassung von The archæology and prehistoric annals of Scotland ermöglichte. Damit entstand der erste zusammenhängende Überblick über alle bekannten schottischen Artefakte. Seine Systematik distanzierte sich von der bis dahin gebräuchlichen Kompilation von Kuriositäten und Raritäten. Er betrachtete die archäologischen Überreste als Äquivalent der Fossilien der Geologen. Wilson führte 1851 als erster das Wort prehistory (Vorgeschichte) in die Wissenschaften ein. Er glaubte nicht nur nach dem Vorbild der Geologen Epochen etablieren zu können, sondern Rückschlüsse auf Haltungen und Einstellungen, Glaubensinhalte und Riten längst vergangener Kulturen rekonstruieren zu können. Dabei übernahm er die Dreiteilung in Stein-, Bronze- und Eisenzeit, die in Dänemark entwickelt worden war. Zugleich versuchte er diese Epochengliederung mit der Christianisierung in Beziehung zu setzen, um Geschichte und Vorgeschichte zu verzahnen. Anhand von Schädelvermessungen glaubte er erkennen zu können, dass vor den Schotten andere Völker in Schottland gelebt hatten. Dabei wehrte er sich gegen die Annahme seiner Zeitgenossen, jede höher entwickelte Kultur gehe auf römischen oder skandinavischen Einfluss zurück, alles was aber urtümlich wirke auf die Briten. Um die Archäologie als Wissenschaft etablieren zu können, glaubte er an eine enge Verbindung mit der Ethnologie.
1851 erlangte Wilson seinen einzigen akademischen Grad, nämlich einen honorary lld von der University of St Andrews. 1853 erhielt er den Lehrstuhl für Geschichte und Englische Literatur am University College in Toronto in Kanada, das zu dieser Zeit noch britisch war. Dabei wurde er von Lord Elgin, dem Gouverneur Kanadas unterstützt, der gleichfalls Mitglied der Society of Antiquaries war.

### Kanada: Archäologie, Ethnologie, Anthropologie, Collegeleitung (1853–1892)
Mit dem Umzug nach Kanada verlagerten sich Wilsons Interessen, zumal er von Artefakten und Kollegen getrennt war. Andererseits verstärkte sich sein ethnologisches Interesse. Dieses dürfte sich durch die Möglichkeiten, die die Erforschung der indianischen Kulturen bot entfaltet und durch Kollegen verstärkt haben. Wilson trat dem Canadian Institute 1853 bei und gab zwischen 1856 und 1859 dessen Periodikum, das Canadian Journal: a Repertory of Industry, Science, and Art heraus. 1859 bis 1860 war er Präsident der Gesellschaft, eine Funktion, in der er ihren Fokus noch stärker auf Geologie und Archäologie, aber auch Literaturkritik ausrichtete. Einige der Gesellschaftsmitglieder, wie der Maler Paul Kane, der Entdecker Henry Youle Hind oder Captain John Henry Lefroy von den Royal Engineers waren in dem Riesenland weit herumgekommen. Wilson unterstützte besonders Paul Kane und George William Allan, einen Sammler indigener Artefakte. Gemeinsam war ihnen, dass sie nicht so sehr den Eigenwert der indigenen Kulturen erkannten, als vielmehr ihre angebliche Analogie zum Leben der ursprünglichen Europäer in prähistorischer Zeit.
Dabei wurden die Schädelvermessungen zu Wilsons Leidenschaft, wobei ihn die Frage beschäftigte, ob die Rassen verschiedenen Ursprungs wären, oder ob sie sich aus einer gemeinsamen Rasse entwickelt hätten, ob also eine Polygenese oder eine Monogenese vorlag (s. Sprachursprung).
Einer der Bekannten Wilsons, ein Arzt aus Philadelphia namens Samuel George Morton, wies den Eigenheiten der Schädel bzw. ihren einstigen Trägern geistige und moralische Qualitäten zu. Er behauptete, Rassen seien gar verschiedene Arten. Die Schlussfolgerungen aus dieser Art von Polygenese, und die daraus abgeleitete Rechtfertigung der Sklaverei stießen Wilson ab, und sie beleidigten seine wissenschaftlichen Fertigkeiten. Er war entsetzt über die weit verbreitete Vorstellung, es sei lächerlich, dass die Schwarzen aus der gleichen Wurzel stammen sollten. Für ihn, der in einer Familie aufgewachsen war, die Sklaverei ablehnte und sich den Aufklärern verpflichtet fühlte, waren die kulturellen Formen Ausdruck der jeweiligen Traditionen und Lebensumstände, nicht eines „rassischen Charakters“. So griff er in mehreren Artikeln Mortons These an, die nordamerikanischen Indianer hätten allesamt die gleichen Schädelproportionen, indem er nachwies, dass im Gegenteil eine enorme Vielfalt bestand. Außerdem erkannte er, dass zahlreiche Schädel durch Ernährung, Schädeldeformation und bestimmte Begräbnisrituale verändert worden waren.
Weiterhin bestimmte Wilsons Tätigkeit die Annahme einer Monogenese, einer Einheit der Menschheit und der großen Bedeutung der amerikanischen indigenen Kulturen für die vorgeschichtliche Menschheit. Auf dieser Grundlage entstand sein Werk Prehistoric Man. Researches into the Origin of Civilisation in the Old and the New World. Er befasste sich dabei mit Wassertransport, Metallurgie, Architektur und Festungsbau, Keramik, aber auch Rauschmittel und Aberglauben, um zu zeigen, dass aus einer allgemeinen Inspiration verschiedenste Ausdrucksformen entstehen konnten. Dabei glaubte er bei allen Differenzen daran, dass alle Menschen zum Fortschritt in der Lage waren, und dass diese Fähigkeit nicht an einer biologischen Vorbestimmung, sondern am sozialen Lernen und an der Umwelt hingen. Zugleich sei Fortschritt kein zwingend notwendiger Prozess, denn der Mensch sei frei in seinem Handeln und könne in die Wildheit zurückfallen. Bei Diskussionen über die Mounds verglich er die Grabstätte eines Häuptlings der Omaha, der mit seinem Pferd beigesetzt worden war, mit dem Grabmal eines Sachsen mit seinem Wagen (S. 357): „For man in all ages and in both hemispheres is the same; and, amid the darkest shadows of Pagan night, he still reveals the strivings of his nature after that immortality, wherein also he dimly recognizes a state of retribution.“ (Denn der Mensch ist zu allen Zeiten und in beiden Hemisphären derselbe; und selbst inmitten der dunkelsten Schatten heidnischer Nacht zeigt er das Streben seiner Natur nach Unsterblichkeit, worin er zugleich dunkel einen Zustand der Vergeltung anerkennt.).
Wilson trieb dabei das Schicksal der unterlegenen Nationen um, wobei ihm Nordamerika ein gigantisches Laboratorium der Rassenvermischung zu sein schien: Dabei habe diese Vermischung in Kanada schon lange in viel größerem Maße stattgefunden, als allgemein geglaubt werde. Für die Polygenisten bedeutete die Tatsache, dass sie die Rassen verschiedenen Arten zuordneten, dass deren vermischte Kulturen definitionsgemäß unfruchtbar sein müssten. Doch gerade die in Kanada entstandene französisch-indianische Mischbevölkerung, die Métis, schien Wilson in mancherlei Hinsicht beiden Ausgangsrassen überlegen zu sein. Außerdem schienen ihm die Métis ein Hinweis auf das Schicksal der Indianer zu sein, dass alle indigenen Völker aussterben würden. Daher wandte er sich entschieden gegen die Isolierung von Stämmen in den sogenannten Indian Reserves, denn dies verhindere, dass sie in eine neue Menschheit absorbiert würden. Für ihn war die Isolierung der Individuen und das Ende der Stämme Bedingung für die Fähigkeit, als Einzelmenschen in Konkurrenz zu den Weißen treten zu können. Dieses Denkmuster floss später stark in die Indianerpolitik der Vereinigten Staaten ein.
Im Gegensatz zu Charles Darwin, dessen Theorie der Evolution durch natürliche Selektion eine Kontinuität zwischen tierischer und menschlicher Intelligenz implizierte, kontrastierte Wilson Moral, Vernunft, die Fähigkeit Erfahrungen anhäufen und weitergeben zu können pointiert mit den seiner Auffassung nach festgelegten, mechanischen Instinkten der Tiere. Dies wiederum stand in Gegensatz dazu, dass er in Teilen eine menschliche Evolution und ein sehr hohes Alter menschlicher Kultur akzeptierte.
Henry Youle Hind diskreditierte Wilson als Lehnstuhlanthropologen, der ohne Feldarbeit (field work) gearbeitet habe. In der Tat hatte Wilson nur eine Reise an den Oberen See im Jahr 1855 unternommen, um dort natürliche Kupferlager zu untersuchen. Stattdessen hatte er Museen in Philadelphia, New York und Boston aufgesucht, um Schädel zu untersuchen. Angesichts der Mounds glaubte auch er, die gewaltigen Erdwerke würden auf eine Moundbuilderrasse zurückgehen, die von den Indianern vertrieben worden sei. Auch korrespondierte er aufs intensivste mit Indian agents. Dabei machte er die europäische Ethnologie in Nordamerika bekannte. Angesichts der Tatsache, dass Wilson den Thesen Darwins skeptisch gegenüberstand meinte einer von Wilsons Schülern, William Wilfred Campbell, sein Lehrer sei zu alt und konservativ, um noch von dem Wachstum dieser Wissenschaften in den letzten Jahrzehnten des Jahrhunderts umgetrieben zu werden.
Wilson schrieb weiterhin über Migration und Vermischung, die künstlerischen Fähigkeiten indigener Völker, das Verhältnis zwischen Gehirngröße und intellektuellen Fertigkeiten. Er begann zu zweifeln, dass die Gehirngröße hierin irgendeine Aussage gestatte. Wilson, der Linkshänder war und als Kind umtrainiert, befasste sich mit der Frage, warum die Mehrheit der Menschen Rechtshänder war, ob dies eine soziale Gewohnheit oder Ausdruck der Physiologie wäre. Er schlussfolgerte, die linke Hemisphäre, die die rechte Hand kontrolliere, habe sich früher entwickelt.
Wilson befasste sich aber auch mit völlig anderen Gegenständen in seinen Publikationen. In Though Caliban. The missing link befasste er sich mit Shakespeares Schöpfung, einem Wesen zwischen Rohling und Mensch und den phantasievollen Erfindungen der Evolutionswissenschaft seiner Zeit. In Chatterton. A Biographical Study beschrieb Wilson das Leben des jungen Dichters Thomas Chatterton, der, wie er selbst, sein Glück in London versucht hatte, der jedoch verzweifelt den Freitod wählte. 1881 war Wilson nach eigener Aussage der Chatterton sein Lieblingswerk, noch vor Caliban und der dritten Auflage des  Prehistoric man von 1876.

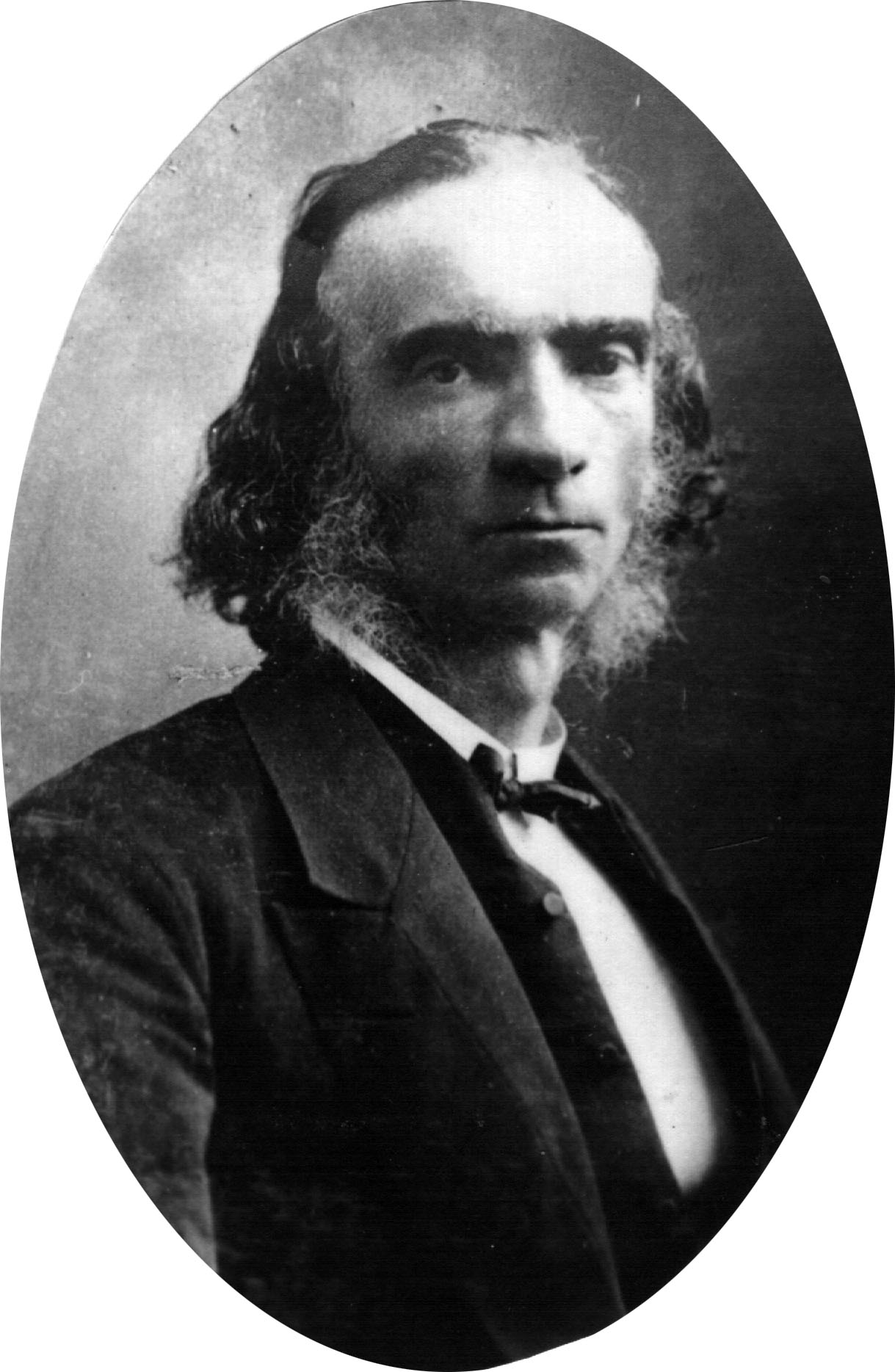
Wilson um 1860

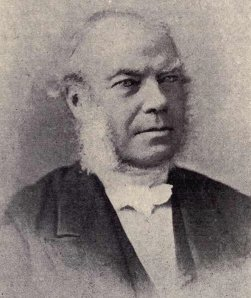
John McCaul, Präsident des University College und 1845 bis 1853 zweiter Präsident der Universität Toronto

Doch zunehmend nahmen Wilson Aufgaben der universitären Verwaltung und Wissenschaftspolitik in Beschlag. Schon 1860 hatte nicht der Präsident des University College, John McCaul, das Haus verteidigt, sondern Wilson. Er selbst wurde am 1. Oktober 1880 Präsident des Colleges, ab 1887 bis 1892 der Universität.
Seit 1853 war das College für den Unterricht, die Universität für Prüfungen und Titelvergabe zuständig. Mit dem Bau des 1856 bis 1859 errichten, gotisierenden Gebäudes des University College, zu dem Wilson Entwürfe für Wasserspeier und Schnitzarbeiten beigetragen hatte, waren die finanziellen Ressourcen verbraucht. So gelangte die Wesleyan Methodist Church zu Einfluss, die 1859 die Gesetzgebende Versammlung, das Parlament, dazu veranlasste eine Untersuchung über Missmanagement am College anzustellen. Wilson und Langton mussten vor dem Gremium erscheinen, Egerton Ryerson, der Superintendent of education for Upper Canada, sprach sich gegen das ungerechte Einnahmenmonopol aus, denn seiner Auffassung sollten eigentlich die Einnahmen auf alle Colleges verteilt werden. Stattdessen habe sich ein „Privilegientempel“ entwickelt, geführt von einem „family compact of Gentlemen“; scharf kritisierte er das unnütz überladenes Gebäude und die Verschwendung öffentlicher Mittel. Er stellte Cambridge und Oxford als Vorbilder hin, die sich den klassischen Fächern und der Mathematik widmeten, im Gegensatz zum University College, das viel zu viele Optionen in den Bereichen Naturwissenschaften, Geschichte und moderne Sprachen bot. Außerdem bezweifelte er, dass christliche Bildung in einer „gottlosen“ Institution gedeihen könne.
Wilson stärkte in seiner Replik vom 21. April 1860 das schottische Modell höherer Bildung mit seinem breiten Angebotsspektrum, das die Studenten auf eine Vielzahl von Feldern vorzubereiten vermöge. Die angeführten vorbildlichen englischen Hochschulen seien hingegen nur einer privilegierten Klasse zugänglich. Wilsons eigener, im Vorjahr verstorbener Bruder George (1818–1859), ein Chemiker, war über Jahre von einer Universitätsanstellung ferngehalten worden, weil er sich geweigert hatte, das Glaubensbekenntnis und die Unterwerfungsformel unter die Church of Scotland zu unterzeichnen. Wilson lehnte das Sektierertum der kolonialen Gesellschaft ab und erörterte, dass öffentliche Finanzierung dieser Art nur Klassen- und Religionsauseinandersetzungen perpetuieren würde, wohingegen in einem nichtkonfessionellen System religiöse Überzeugungen kein Hindernis für die wissenschaftliche Zusammenarbeit darstellen würden. In seinen Augen stützten hingegen die Wissenschaften die Schrift und kirchliche Einmischung behindere die Suche nach der Wahrheit. Seinen Gegner Ryerson hielt er für einen skrupellosen und jesuitisch-falschen Intriganten („the most unscrupulous and jesuitically untruthful intriguer I ever had to do with“). Wilson wehrte sich mit allen Mitteln gegen eine Integration des Victoria College in die Universität. Für ihn war das ganze eine methodistische Verschwörung, unterstützt von Politikern, die auf methodistische Wähler hofften. Erst nach seinem Tod übernahmen die Universitäten auch Lehrfunktionen.

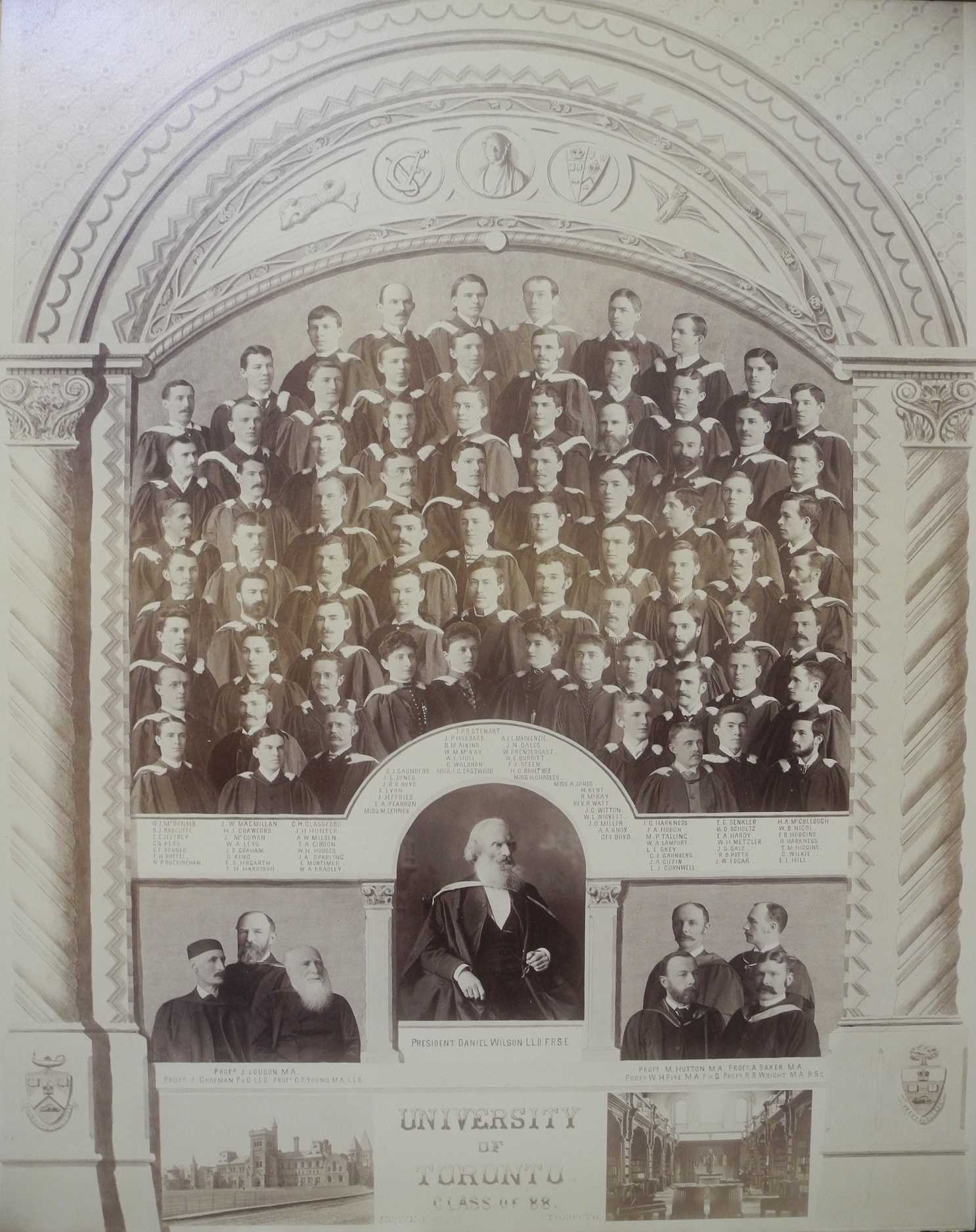
Die Class of 1888 of the University of Toronto

Besonders schwierig waren in Wilsons Amtszeit Fragen der Anstellung von in Kanada Geborenen und des Mitspracherechts der Politik. Dies erwies sich als besonders kompliziert bei der Zulassung von Frauen zu den Colleges. Zwar durften sie ab 1877 eine Prüfung ablegen, doch durften sie nicht am Unterricht teilnehmen. 1883 lehnte Wilson die entsprechenden Anträge von fünf Frauen zum Besuch des University College ab. Ihren Fall übernahm Emily Howard Stowe und die Women’s Suffrage Association durch William Houston, Parlamentsbibliothekar und Mitglied des universitären Senats, sowie durch die beiden Abgeordneten John Morison Gibson und Richard Harcourt, die gleichfalls dem Senat angehörten. Gegen eine entsprechende Beschlussvorlage intervenierte Wilson am 12. März 1883 bei Bildungsminister George William Ross. Wilson sprach sich darin für eine höhere Bildung für Frauen aus und betonte, er selbst habe 1869 bei der Gründung der Toronto Ladies’ Educational Association Hilfe geleistet. Dort habe er die gleichen Lesungen gehalten, wie am College, glaubte jedoch, das gemeinsame Lernen junger Männer und Frauen lenke zu sehr von den Lerninhalten ab. Er bevorzugte ein Frauen-College nach dem Vorbild von Vassar oder Smith in den USA. Wilson bereiteten sexuelle Anspielungen in Shakespeares Werken vor einer gemischten Klasse die größten Sorgen, wie er später eingestand. Premierminister Oliver Mowat teilte er mit, er werde in der Sache nichts unternehmen, es sei denn, man würde ihn dazu zwingen, was am 2. Oktober 1884 in der Tat geschah.
Wilson sah sich zunehmend Druck von allen Seiten ausgesetzt. 1886 hinderte er den Gewerkschaftsführer Alfred F. Jury daran, im Political Science Club zu reden, weil er den „Kommunisten“ und „Ungläubigen“ nicht nur ablehnte, sondern weil er die Kritik der Methodisten fürchtete. Auch wandte er sich gegen politisch motivierte Berufungen und Anstellungen.
Am 14. Februar 1890 zerstörte ein Brand die östliche Hälfte des umstrittenen Gebäudes des University College, darunter die Bibliothek und Wilsons Vorlesungsunterlagen. Meist war er von Mitte Juli bis September nicht am College, reiste immer mal wieder nach Edinburgh und verbrachte viele Sommer mit seiner Tochter Jane (Janie) Sybil in New Hampshire. Bei seinem Tod hinterließ er ein Erbe von 76.000 Dollar, davon die Hälfte in Form von Aktien und Anleihen. Entsprechend den Weisungen ihres Vaters vernichtete Jane Sybil alle Papiere ihres Vaters, außer einem Tagebuch.
Als Baptist erzogen wurde Wilson ein anglikanischer Evangelikaler. In Toronto unterstützte er die Church of England Evangelical Association. 1877 war er einer der Gründer der Protestant Episcopal Divinity School, des späteren Wycliffe College. Auch stand er in Zusammenhang mit der Young Men’s Christian Association in Toronto, deren Präsident er von 1865 bis 1870 war.
1875 wurde er zum Mitglied (Fellow) der Royal Society of Edinburgh gewählt.

## Rezeption
In Großbritannien blieb Wilson als Naturwissenschaftler und Man of letters sowie als Pionier der schottischen Urgeschichte im Gedächtnis, doch in Kanada stand seine Karriere als Wissenschaftsorganisator im Vordergrund, der gegen religiöse Einflüsse kämpfte sowie gegen politische Einflussnahme. Daneben galt seine Bedeutung in Geschichte, Anthropologie und Ethnologie als nebensächlich.
Erst nach 1960 befassten sich Historiker, die Darwins Einfluss in Kanada nachgingen, und Völkerkundler, die sich mit den kanadischen Wurzeln ihrer Disziplin befassten, wieder stärker mit Wilsons wissenschaftlichem Opus.

## Werke (Auswahl)
- Memorials of Edinburgh in the Olden Times, 2 Bde., Edinburg 1848, 3. Aufl., Edinburgh 1875 (Digitalisat).
- The Archaeology and Prehistoric Annals of Scotland, Edinburgh, London 1851. (Digitalisat), 2. Aufl. in 2 Bänden, 1863.
- Prehistoric Man. Researches into the Origin of Civilisation in the Old and the New World, London 1863, 2. Aufl. 1865 (Digitalisat), 3. stark erweiterte Aufl. 1876.
- Chatterton. A Biographical Study, MacMillan, London 1869.
- Caliban, the Missing Link, London 1873 (Digitalisat).
- Spring wildflowers, London 1875, 2. Aufl.
- Reminiscences of Old Edinburgh, David Douglas, Edinburgh 1878 (eine Erweiterung seines frühesten Werks) (Digitalisat).
- Coeducation. A letter to the Hon. G. W. Ross, M.P.P., minister of education, Toronto 1884 (https://archive.org/stream/coeducationlette00wils#page/n1/mode/2up Digitalisat).
- William Nelson. A Memoir, Edinburgh 1889 (Digitalisat).
- The Right Hand: Left-handedness, MacMillan, London 1891 (Digitalisat).